# 木村守江
木村 守江（きむら もりえ、1900年4月6日 - 1996年11月3日）は、日本の政治家、医師。福島県知事（公選第6-9代）、衆議院議員（3期）、参議院議員（1期）を務めた。男性。

## 経歴
現在の福島県いわき市四倉生まれ。旧制磐城中学（現福島県立磐城高等学校）、慶應義塾大学医学部を経て医学博士、開業医となる。1938年1月、歩兵第65連隊の軍医として南京での捕虜の扱いについて『磐城時報』に軍事郵便で報告を寄せている。第二次世界大戦でも軍医でニューギニアなどで従軍。
1950年の第2回参議院議員通常選挙に福島県選挙区からで自由党から立候補し、当選。参議院議員を1期務めた後、衆議院に鞍替えし、1958年の第28回衆議院議員総選挙で旧福島3区から出馬して初当選（自民党）、以後3期連続当選を果たす。第5次吉田内閣では首都建設政務次官を務めた。
1964年に福島県知事佐藤善一郎が現職のまま死去したことを受け、その後任を選ぶ知事選挙に出馬し、初当選。第4代福島県知事就任以後は4期連続当選し、高度経済成長期の福島県知事となった。県内のインフラを整備し、大合併で郡山市やいわき市を成立させ、農村部への工業誘致、原発立地などで実績を上げた（ただし、福島第一原子力発電所は、前知事である佐藤が誘致を正式決定し、木村がこれを継承した）。未成ではあるが、浪江・小高原子力発電所の誘致を本格的に表明した人物も木村であり、1968年1月5日のテレビでの年頭挨拶であった。
1975年には全国知事会の会長に就任。1976年の県知事選挙にも組織力を動員して再選を果たしたが、自民党福島県連幹事長や県農協五連会長らが相次いで公職選挙法違反で逮捕された。同年6月の県議会では社会党などからの辞任要求をはねのけたが、同年4月から検察庁が追及していた収賄容疑の追及には耐えられず、同年8月1日に県知事辞任を発表した。
1976年8月6日、東亜相互企業の町井久之ら3人などからの土地開発に絡む収賄容疑で宗像紀夫ら福島地方検察庁に逮捕され、8月11日に知事を辞任。1979年1月、仙台高等裁判所で懲役1年6ヶ月、執行猶予5年の判決が確定して、公選知事経験者としては初めて収賄で有罪となった。
1972年秋の叙勲で勲一等瑞宝章を受章（勲五等からの昇叙）しているが、1979年6月27日に正七位とともに返上。
以後はひっそりと生活するも1981年に福島県有数となる特別養護老人ホーム楽寿荘を開設。ゴルフや登山を楽しみ、1992年の富士山高齢登拝者番付で東の正横綱にもなった。1996年11月3日、老衰のため福島県いわき市四倉町の楽寿荘で死去、96歳没。

## 親族
- 妻 木村ノブ（木村清治五女）[8]